# Кутук-4
Кутук-4 (рос. Кутук-4) — печера в Башкортостані, Росія. Печера комплексного (горизонтально-вертикального) типу простягання. Загальна протяжність — 1869 м. Глибина печери становить 155 м. Категорія складності проходження ходів печери — 2А. Печера відноситься до Кутукського підрайону Бельсько-Нугуського району Південної області Західноуральської спелеологічної провінції.